# Bo Didley (álbum)
Bo Didley es el primer recopilatorio del músico estadounidense de rock n roll Bo Didley, siendo también su primer álbum. Fue publicado en 1958 por el sello Chess. Contiene sus sencillos más importantes de 1955 a 1958, como I'm A Man, y el homónimo Bo Didley. Es considerado como uno de los discos esenciales del rock n roll.
En el 2020 fue posicionado en el puesto 455 de la lista de los 500 mejores álbumes de todos los tiempos de la revista Rolling Stone, compartiendo el puesto Go Bo Didley, del mismo artista.